# سوبوهوو
سوبوهوو (به چکی: Svébohov) یک منطقهٔ مسکونی در جمهوری چک است که در ناحیه شومپرک واقع شده‌است. سوبوهوو ۶٫۱۴ کیلومتر مربع مساحت و ۴۱۴ نفر جمعیت دارد و ۴۱۷ متر بالاتر از سطح دریا واقع شده‌است.